# Фридрих I (Харцгау)
Вижте пояснителната страница за други личности с името Фридрих I.
Фридрих I фон Харцгау (на немски: Friedrich I Graf im Harzgau; † ок. 880) е граф в Харцгау (875 – 880).
Той е син на граф Рикдаг I (* ок. 800; † сл. 873) и съпругата му Имхилд († сл. 873), която е роднина на Каролингите. Брат е на граф Адалгар, граф в Лизгау (875/880 – 889), и на Рикбурга, 873 г. абатиса в Ламспринге.
Двамата братя увеличават собствеността си и се издигат.

## Фамилия
Фридрих I се жени за Биа († сл. 937), дъщеря на граф Рикдаг и на Емхилда. Те имат един син:
- Фридрих II († 945), граф в Харцгау (937 – 945)